# Chrysolina auripennis
Chrysolina auripennis är en skalbaggsart som först beskrevs av Thomas Say 1824.  Chrysolina auripennis ingår i släktet Chrysolina och familjen bladbaggar. Inga underarter finns listade i Catalogue of Life.